# 윌리엄 다이
윌리엄 매킨타이어 다이(영어: William McEntyre Dye, 1831년 1월 26일~1899년 11월 13일)는 미국 군인이다.
미국 남북 전쟁 당시 북군 소속 장교로 싸웠으며 명예 준장으로 퇴역했다. 그 뒤 이집트 육군 대령, 고종의 군사 고문 등을 지낸 바 있다. 을미사변 당시 외국인 목격자 중 한 명이다. 한국 문헌에는 이름을 한자로 음차한 茶伊(다이)로 표기됐다.

## 생애

### 미군
1831년 미국 펜실베이니아주 워싱턴군 워싱턴에서 태어났다. 1849년에 미국 육군사관학교에 들어가 1853년에 졸업했고, 소위 계급으로 제4보병연대에 배치됐다. 1859년에는 연대 병참 장교로 있었다.
1861년에 미국 남북 전쟁이 일어나자 북군 소속으로 싸웠다. 1863년에 다이는 제20 아이오와 의용보병연대를 이끌고 빅스버그 전투에 증원군으로 참가했다. 1864년 5월에 미국 육군 명예 대령이 됐고, 1865년 3월 13일에 의용군 명예 준장이 됐다.

### 이집트군
다이는 1870년에 미국 육군에서 나왔다. 1868년에 북군 장교였던 태디어스 P. 모트는 이집트의 총독 이스마일 파샤에게 다이를 추천하면서 이집트군을 현대화하는 데 남북 전쟁에 참전했던 군인들의 도움을 받을 것을 제안했다. 1873년에 다이는 이집트로 가 대령 계급을 받고 복무했다. 이집트군에서 복무하던 다른 미국인 장교 찰스 포머로이 스톤은 다이에게 아비시니아와의 전쟁에서 참모총장이 될 것을 제안했지만 다이는 거절했다. 다이는 참모차장으로서 참모총장 윌리엄 윙 로링을 도와 에티오피아-이집트 전쟁에 참전했다. 다이는 구라 전투에서 발에 부상을 입었고, 나중에 이집트인 장교를 때린 혐의로 군법재판에 회부됐다. 사건은 해결되지 않았고 다이는 1878년에 미국으로 돌아갔다. 다이는 1880년에 이집트에서의 경험을 책으로 펴냈다.

### 한국 정부
다이는 미국으로 돌아온 뒤 워싱턴 D.C.에서 경찰국장으로 근무했다. 다이는 1888년에 북군 장군이었던 필립 셰리든의 권유로 군사고문직을 맡기 위해 조선으로 갔다.
1888년 4월에 조선 정부가 사관을 기르기 위해 세운 연무공원에서 수석교관을 맡은 다이는 조교관 커민즈(E. H. Cummins)와 리(J. G. Lee), 일본의 미국 영사관에서 근무하던 닌스테드(F. J. H. Nienstead) 등 3명의 미국인과 함께 교관으로서 군사교육을 시작했다. 다이를 제외한 3명은 정규 사관학교 교육을 받은 장교는 아니었다. 연무공원에서의 교육은 여러 가지 이유로 순조롭게 진행되지 못했는데, 학생들이 엄격한 군대 훈련을 받으려 하지 않았고 교관들은 약속된 봉급을 제때 받지 못해 사기가 낮았으며, 교관들은 사관뿐만 아니라 일반 군인들도 훈련을 시켜야 하는 등 업무가 과중해 효과적인 교육을 할 수 없었고, 1894년 7월 23일에 일본군이 경복궁을 점령한 뒤로는 무장을 해제당했다.
1894년 6월부터 러시아 출신 건축기사 아파나시 세레딘사바틴과 함께 경복궁 시위대를 지휘했다. 연무공원 때부터 시위대 교관도 겸하던 다이는 대장을, 세레딘사바틴은 부대장을 맡았다. 학계에서는 건축기사인 세레딘사바틴과 미군 퇴역 장교인 다이가 시위대 지휘관으로 발탁된 것은 당시 조선 정치에 깊이 개입한 일본군을 견제하려는 고종의 계책으로 보고 있는데, 당시 일본 세력은 일본 세력은 조선 정부에 압력을 가할 수 있을 정도로 세를 불린 상황이었기 때문에 고종은 일본군도 함부로 대할 수 없는 외국인을 시위대의 지휘관으로 두는 것이 최선이라고 생각한 것이다. 을미사변 당시 경복궁에서 숙위하고 있던 다이는 일본군이 들어오자 연대장 현흥택과 함께 300~400명의 시위대를 비상 소집해 대항했으나 무기의 열세로 곧 무너졌다. 다이는 을미사변을 목격하고 증언을 남기며 세레딘사바틴과 호러스 뉴턴 알렌, 각국 외교관들과 더불어 사건의 진상이 알려지는 데 기여했다. 1899년에 미국으로 돌아갔고 그 해에 머스키건에서 죽었다.
다이의 아들인 존 헨리 다이는 건축기사로 대한제국에 초빙돼 중명전 설계에 참여했다.

## 대중매체
- 2001년부터 2002년까지 방영한 KBS 드라마 명성황후에서 2002년 7월 4일에 방영한 120회에 등장한다.[6]